# Петър Вуцов
Петър Вуцов е български футболист, дефанзивен полузащитник. Вуцов е син на бившия футболист Велислав Вуцов, внук на легендата на Левски (София) Иван Вуцов и брат на вратаря на Левски (София) Светослав Вуцов.

## Кариера
Петър Вуцов е юноша на Черно море (Варна), дебютира за мъжкия отбор на „моряците“ през 2019 г. като влиза резерва заменяйки Патрик Андраде при загубата с 3:2 от Славия (София). През 2019 г. играе за кратко под наем в Спартак (Плевен). През лятото на 2020 г. играе също под наем в Пирин (Благоевград).